# Estação Varela
A Estação Varela é uma das estações do Metro de Buenos Aires, situada em Buenos Aires, entre a Estação Medalla Milagrosa e a Estação Plaza de los Virreyes - Eva Perón. Faz parte da Linha E.
Foi inaugurada em 31 de outubro de 1985. Localiza-se no cruzamento da Avenida Varela com a Rua Primera Junta. Atende o bairro de Flores.